# Lock All the Doors
Lock All the Doors è un singolo del gruppo musicale britannico Noel Gallagher's High Flying Birds, il quarto estratto dall'album Chasing Yesterday. Scritto e cantato da Noel Gallagher, il brano e il relativo lato B sono stati pubblicati il 28 agosto 2015 in download digitale e nel formato 45 giri.

## Il brano
Lock All the Doors, quarta traccia dell'album Chasing Yesterday, è stata descritta come una canzone «che digrigna i denti ferocemente» e «che ricrea alla perfezione le emozioni rozze e sopra le righe degli Oasis agli esordi». Non a caso, le sue origini risalgono ad un periodo antecedente ai grandi successi della band:
(Noel Gallagher)
Una versione demo, risalente alla stessa epoca e cantata dal fratello Liam, è trapelata in rete nel febbraio 2013 in seguito all'acquisto di una musicassetta che la include da parte di un gruppo di fan iscritti ad un forum online; questa variante inedita mostra il medesimo ritornello della versione definitiva pubblicata nel 2015, ma le strofe sembrano ricalcare quelle di My Sister Lover, lato B del singolo del 1997 Stand by Me.
Nella seconda metà degli anni '90 una parte della canzone originaria era stata invece affidata da Gallagher ai The Chemical Brothers: dalla collaborazione è poi nato il brano Setting Sun, pubblicato nell'ottobre 1996. Solamente due decenni più tardi Gallagher ebbe l'ispirazione per riprendere e completare Lock All the Doors:
(Noel Gallagher)
Non si tratta della prima occasione in cui l'autore rivisita per la sua carriera da solista alcuni brani scritti durante il periodo degli Oasis: infatti già Stop the Clocks e (I Wanna Live in a Dream in My) Record Machine (entrambe pubblicate nell'album d'esordio Noel Gallagher's High Flying Birds) risalivano all'epoca di Don't Believe the Truth, mentre Revolution Song (lato B del singolo Ballad of the Mighty I) discende da una demo registrata nel 1999. Tuttavia, nel maggio 2015 ha dichiarato che «la credenza è vuota» e che «non ci sono altre perle nascoste da rigurgitare».
La prima esecuzione dal vivo di Lock All the Doors è avvenuta il 2 febbraio 2015 (un mese prima della pubblicazione dell'album Chasing Yesterday) durante un concerto esclusivo a Londra, i cui biglietti erano stati distribuiti tramite sorteggio dal sito ufficiale di Noel Gallagher. In quell'occasione il cantautore ha introdotto la canzone dicendo:
(Noel Gallagher)
Il video della prima performance è stato poi caricato su YouTube nel giugno 2015, in esclusiva per il canale della rivista NME.

## Video musicale
Il videoclip del brano è stato pubblicato il 13 luglio 2015 tramite il canale ufficiale Vevo dell'artista. Girata nel mese di maggio 2015 durante le tappe del tour di promozione per Chasing Yesterday lungo la West Coast americana, la clip alterna spezzoni tratti da un'esecuzione dal vivo della canzone a varie scene riprese dietro le quinte dei concerti. In essa compaiono tutti i membri della band capitanata da Noel Gallagher (il bassista Russell Pritchard, il chitarrista Tim Smith, il batterista Jeremy Stacey e il tastierista Mikey Rowe), oltre ad alcuni membri del crew e a numerosi fan.

## Tracce
Lato A
1. Lock All the Doors – 3:41 (Noel Gallagher)

Lato B
1. Here's a Candle (For Your Birthday Cake) (Noel Gallagher)